# 归昌乡
归昌乡，是中华人民共和国山東省临沂市郯城县下辖的一个乡镇级行政单位。

## 行政区划
归昌乡下辖以下地区：
中于庄村、归昌一村、马王村、玉皇庙村、张楼村、东樊村、西樊村、葛大村、林子村、陈庄村、范庄村、关庙村、朱村前村、朱村后村、郯庙村、归昌三村、归昌二村、郯新村、幸福村、益新村、道西村、杨葛村、三和村、道东村、老归昌村、兴隆村、兴旺村、墨河村和薛寨子村。

## 交通
- 310国道
- 京沪高速公路